# Faro a Colón
Il Faro a Colón, noto anche come Faro Colón è un monumento e un museo dominicano costruito in onore a Cristoforo Colombo, scopritore del Nuovo Mondo.

## Descrizione
Si tratta di un monumento a forma di croce latina (ricordando la cristianizzazione delle Americhe) che misura circa 800 metri di lunghezza per 36,5 di altezza. Si dice che contenga i resti di Cristoforo Colombo, ma vi sono polemiche in proposito, dato che gli Spagnoli hanno dimostrato, mediante analisi genetiche, che almeno una parte dei resti del grande navigatore si trovano nella cattedrale di Siviglia.
Quando il faro è acceso proietta una luce a forma di croce verso il cielo. Essa può essere vista fino a 64 km di distanza, però provoca problemi di mancanza di corrente elettrica nei quartieri vicini, per cui viene acceso solo in occasioni speciali.
All'interno del faro vi sono mostre di diversi paesi del mondo e sale per esposizioni temporanee e per conferenze.

## Storia del Faro

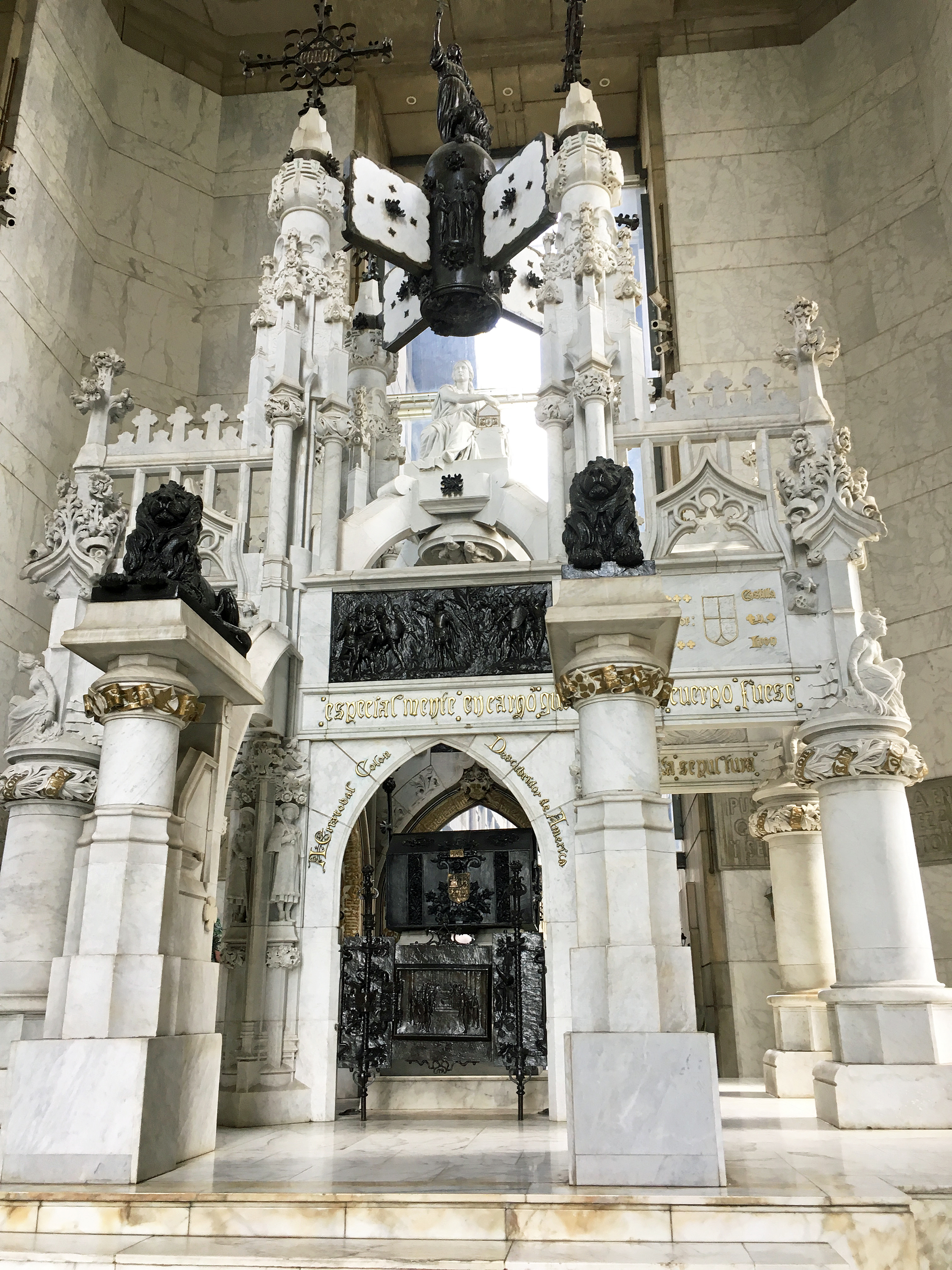
Tomba di Cristoforo Colombo sita nel Faro a Colón a Santo Domingo Este, Repubblica Dominicana.

Lo storico dominicano Antonio Delmonte y Tejada, nel suo libro Historia de Santo Domingo (L'Avana, 1852), aveva espresso l'idea di erigere un monumento all'ammiraglio, a Santo Domingo. Già nel 1914 il nordamericano William Ellis Pulliam promosse sulla stampa del proprio paese la costruzione di un faro monumentale nella prima città del Nuovo Mondo. L'idea fu ripresa con un carattere più universale nel 1923, durante la celebrazione in Cile della Quinta Conferenza Panamericana, quando si decise che questo monumento avrebbe dovuto essere costruito con l'apporto di tutti i governi e i popoli dell'America.
Fu bandito un concorso nel 1931 per incaricare l'architetto che avrebbe progettato l'opera; il concorso, cui parteciparono 455 concorrenti di 48 paesi, fu vinto dall'architetto britannico J. L. Gleave. La costruzione del Faro iniziò nel 1948.
Dopo quell'anno, la situazione politica del paese impedì la ripresa dei lavori e finalmente, nel 1986, durante il governo di Joaquín Balaguer, i lavori ripresero sotto la direzione dell'architetto Teófilo Carbonell e terminarono nel 1992, in tempo per la celebrazione del Quinto Centenario della Scoperta dell'America. Il faro fu inaugurato il 6 ottobre 1992.